# Bromová voda

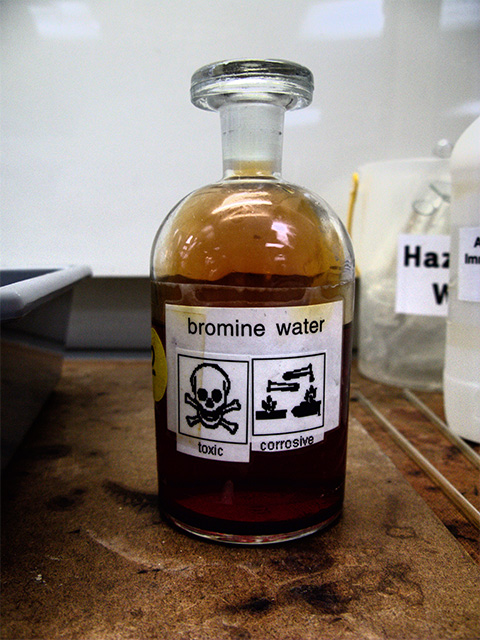
Bromová voda

Bromová voda je označení pro vysoce oxidační intenzivní žluté až červené směsi obsahující brom (Br2) rozpuštěný ve vodě. Často se používá jako reaktivní činidlo v chemických testech pro látky, které reagují s bromem ve vodném prostředí halogenačním mechanismem, zejména nenasycené sloučeniny uhlíku (sloučeniny uhlíku s dvojnými nebo trojnými vazbami).

## Použití
Bromová voda se používá k důkazovým reakcím přítomnosti skupin citlivých na halogenaci.
Nejběžnější sloučeniny, které dobře reagují s bromovou vodou, jsou fenoly, alkeny, enoly, acetylová skupina, anilin a glukóza. Kromě toho se bromová voda běžně používá k testování přítomnosti alkenu, který obsahuje dvojnou kovalentní vazbu, která reaguje s bromovou vodou za změny barvy z intenzivní žluté na bezbarvý roztok. Bromová voda se také běžně používá ke kontrole přítomnosti aldehydové skupiny ve sloučeninách. I v této reakci se barva bromové vody změní ze žluté na bezbarvou (vznikající bromid je bezbarvý).